# Poul Højbjerg
Poul Højbjerg Jørgensen (født 1960) er en tidligere dansk atlet medlem af Holte IF og et år i Trongårdens IF (1985).
Han er i dag fysik- og matematiklærer på Espergærde Gymnasium.

## Danske mesterskaber
- Bronze 1986 Trespring 14,26
- Bronze 1985 Trespring 14,60
- Sølv 1982 Trespring 14,67
- Bronze 1981 Stangspring 4,50
- Guld 1980 Trespring 14,37
- Sølv 1980 Stangspring 4,80
- Sølv 1979 Stangspring 4,65
- Sølv 1979 Trespring 14,89
- Guld 1979 Trespring-inde 14,37

## Personlige rekorder
- Højdespring: 1,95 1982
- Længdespring: 6,93 1980
- Stangspring: 4,80 1980
- Trespring: 14,89 1979
- Tikamp: 6.145p[1] 1982

1. ↑  Gammel Pointskala